# Renfort populaire
 (décembre 2020).
Sa qualité peut être largement améliorée en utilisant un vocabulaire plus directement compréhensible.
Le renfort populaire est un phénomène social[Quoi ?] dans lequel un concept ou une idée sont affirmés de manière répétée dans une communauté sans que des preuves empiriques suffisantes aient été présentées. 
Avec le temps, le concept ou l'idée sont renforcés jusqu’à devenir une croyance forte dans l'esprit de nombreuses personnes et en vient à être considérés par les membres de la communauté comme un fait. Souvent, le concept ou l'idée auront pu être renforcés par des publications dans les médias, les livres ou d'autres moyens de communication. L'expression « des millions de personnes ne peuvent pas toutes avoir tort » est révélatrice de la tendance commune à accepter sans conteste une idée renforcée par la communauté, ce qui contribue souvent à l'acceptation généralisée, les « croyances populaires ». Un terme très similaire à ce terme est le renforcement communautaire, qui est une thérapie comportementale visant à soigner la toxicomanie.

## Renforcement communautaire (comportementalisme)

### Addictions
L'approche par renforcement de la communauté (ARC) est une approche de traitement de l' alcoolisme qui vise à obtenir l'abstinence en éliminant le renforcement positif[Quoi ?] pour l'alcool et en accentuant le renforcement positif pour la sobriété. L'ARC intègre plusieurs éléments de traitement, notamment la motivation du patient à cesser de boire, une aide pour instaurer la sobriété, l'analyse des habitudes de consommation du patient, l'accentuation du renforcement positif, l'apprentissage de nouveaux comportements d'adaptation et la participation d'autres personnes[Qui ?] au processus de rétablissement. Ces composants peuvent être adaptés aux besoins individuels du patient pour obtenir un résultat de traitement optimal. De plus, les résultats du traitement peuvent être influencés par des facteurs tels que le style du thérapeute[Quoi ?] et l'intensité du traitement initial. Plusieurs études ont prouvé l'efficacité de l'ARC dans la réalisation de l'abstinence. En outre, l'ARC a été intégrée avec succès à diverses autres approches thérapeutiques, telles que la thérapie familiale, les entretiens de motivation et a été testée dans le traitement d'autres abus de drogues.

### Terrorisme
Chris E. Stout explique comment le renforcement de la communauté est présent dans l'état psychotique des terroristes. En effet sans l'appui de sa communauté « l'individu se sentirait moins chargé, validé, courageux, sanctifié et zélé et se sentirait exposé en tant qu'individu ». On pense que la synergie de groupe d’une organisation terroriste renforce le « sentiment de mission » du groupe par le renforcement communautaire. Les recrues sont plus susceptibles de rester dévouées et de participer aux activités terroristes s'ils reçoivent le soutien d'autres membres terroristes. Un individu peut abandonner la mission dans la terreur, mais avec le renforcement de ses pairs, un membre est plus susceptible de rester impliqué.